# Diplycosia varians
Diplycosia varians är en ljungväxtart som beskrevs av Herman Otto Sleumer. Diplycosia varians ingår i släktet Diplycosia och familjen ljungväxter. Inga underarter finns listade i Catalogue of Life.